# Windham (New York)
Windham è un comune degli Stati Uniti d'America, situato nello stato di New York, nella contea di Greene.